# Carl Gyllenhaal
Carl Jonas Gyllenhaal, född 13 augusti 1749 på Skeberga i Torsö socken, död 15 september 1808 på Thamstorp i Trökörna socken, var en svensk militär. Han var far till Carl Henrik Gyllenhaal.
Carl Gyllenhaal var son till kornetten Georg Rudolf Gyllenhaal och Catharina Helena Bjerman. Han blev volontär vid Västgöta-Dals regemente 1765, förare där samma år, sekundadjutant 1769, premiäradjutant 1772, stabslöjtnant 1777, stabskapten 1779, premiärkapten 1781, sekundmajor 1785, överstelöjtnant i armén 1792 och överstelöjtnant vid regementet 1793. Gyllenhaal var överste och chef för Skaraborgs regemente 1796–1808. Han blev riddare av Svärdsorden 1788.